# René Maran
René Maran (8. november 1887 i Fort-de-France – 9. maj 1960 i Paris) var en fransk forfatter, der i 1921 fik Goncourtprisen for romanen Batouala.